# Big One (Pleasure Beach, Blackpool)
Pour les articles homonymes, voir Big One.
Big One sont des méga montagnes russes et des hyper montagnes russes du parc Pleasure Beach, Blackpool, situé à Blackpool, dans le Lancashire, au Royaume-Uni ouvertes depuis le 28 mai 1994.

## Statistiques
L'attraction a été construite par Arrow Dynamics, un ancien constructeur de montagnes russes en métal. L'attraction a coûté 12 000 000 de livres à construire et est à ce jour le plus gros investissement réalisé à Pleasure Beach, Blackpool. À son plus haut point, l'attraction mesure 64,9 m de hauteur avec une descente de 62,5 m. Il s'agit aussi d'un des exemplaires les plus longs de montagnes russes aller & retour, avec une voie de 1 675,5 m de longueur. La première descente a un angle d'inclinaison de 65° et la vitesse maximale atteinte est de 119,1 km/h. Le temps de parcours est approximativement de trois minutes et les forces g latérales atteignent la valeur de 3,5 g négatifs.
L'attraction a subi quelques améliorations au fil des années, incluant le re-profilage de la première descente et du demi-tour situé près de l'entrée nord du parc. Plus récemment, sur les hivers 2019, 2020, 2021 et 2022, des sections de piste ont été remplacées pour prolonger la durée de vie de l'attraction. Ce travail a été réalisé par Taziker, une société d'ingénierie basée à Chorley.
- Capacité : 1 700 personnes par heure.
- Force g : −3,5 g.
- Trains : trois trains de cinq voitures. Les passagers sont placés par deux sur trois rangs pour un total de trente passagers par train.
- Éléments : Lift Hill de 64,9 m de haut et descente de 62,5 m.

## Records
Lors de son ouverture le 28 mai 1994, Big One étaient les montagnes russes à circuit fermé les plus hautes et les plus rapides au monde. L'attraction a perdu ses records de vitesse et de hauteur avec l'ouverture en 1996 du Fujiyama de Fuji-Q Highland. Au niveau européen, l'attraction a perdu son record de vitesse en 2001 avec l'ouverture des montagnes russes en bois Colossos à Heide Park et son record de hauteur en 2002 avec l'ouverture à Europa-Park de Silver Star. Big One reste tout de même l'attraction la plus haute du Royaume-Uni et la seconde en termes de vitesse, juste après Stealth de Thorpe Park.

## Accidents et blessures
Le premier accident a eu lieu peu après l'ouverture de l'attraction, en juillet 1994. Vingt six personnes furent blessées à cause d'une défaillance informatique ayant arrêté complètement un train retournant à la station. Ce problème de freinage a causé une collision avec un train attendant sur le quai de départ. Les blessures engendrées ne furent toutes que mineures mais l'incident fut largement répandu dans les médias.
À nouveau en août 2001, quatorze personnes furent blessées sur l'attraction, dont deux hospitalisées après que deux wagons se percutèrent. Cet incident fut à l'époque largement relayé par les médias Britanniques et eut pour effet la fermeture de l'attraction pour une courte période. L'incident eut lieu à cause d'une défaillance du système de freinage provoquant la collision entre un train en mouvement avec un train à l'arrêt, piégeant quatre passagers dans le wagon, qui furent par la suite libérés par les sapeurs-pompiers. Un garçon de 13 ans eut une importante fracture de la jambe, et un garçon de 15 ans fut traité pour des lésions de la colonne et des côtes.

## Marketing
Même si l'attraction mesure 235 pieds de haut selon le parc, il s'agit de la hauteur par rapport au niveau de la mer. Quand l'attraction a ouvert, le parc a vendu à l'avance des tickets d'embarquement pour l'attraction, en résulte la création du 235 CLUB, maintenant connu comme Club Pleasure Beach. Big One est toujours considéré par le parc comme les plus hautes montagnes russes d'Europe.

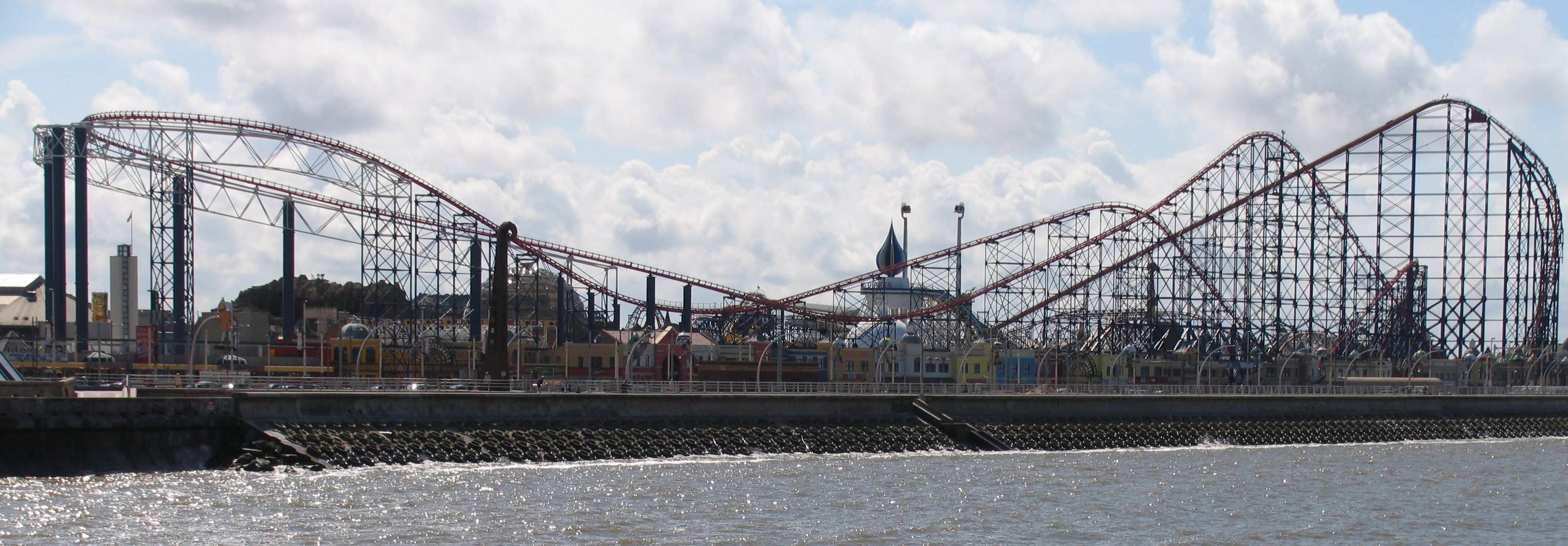
Panorama de l'attraction.